# イスト (企業)
株式会社イストは、東京都渋谷区代々木にある教育機関専門の事業コンサルティング及び人材派遣会社。旧社名は進学教育社（しんがくきょういくしゃ）。

## 概要
塾・私学に対する事業コンサルや講師派遣を行うEMPS事業本部や家庭教師派遣を行う代々木進学会（よよぎしんがくかい）、オンライン教育事業としてY-ONLINEの3つの事業を抱える。

## SNS関連
- Facebook